# Dumitru Pricop
Dumitru Pricop (n. 21 mai 1943, Negrilești, Vrancea — d. 29 iulie 2007) a fost un profesor, scriitor și jurnalist român. A urmat Facultatea de Filologie a Universității din București și și-a încheiat studiile universitare cu teza de licență „Proza lui Mircea Eliade”, având ca îndrumător pe profesorul Eugen Simion.

## Viața
Dumitru a moștenit meșteșugul cuvântului de la tatăl  său, care  avea "clopoțelul de argint”. Ion Pricop avea o  ușurință extraordinară în comunicare și în alcătuirea versurilor.
Urmează cursurile școlii primare din satul natal, apoi pe cele gimnaziale la Școala Bârsești, unde cunoaște și viața de internat.
Între 1958 și 1961 frecventează cursurile Liceului din Vidra, supranumit pe atunci, și "Universitatea Vrancei”.
După absolvirea liceului de la Vidra, Dumitru Pricop și-a satisfăcut stagiul militar (1961-1963), pentru ca, un timp,  să fie și el profesor suplinitor pe meleaguri vrâncene: Păulești, Negrilești, Jariștea,  Pădureni-Jariștea, Liceul Odobești și Școala nr. 4 din Focșani.
Între 1964 și 1970 a urmat Facultatea de Filologie a Universității din București, cursuri  fără frecvență. 
În data de 1969 devine redactor la Ziarul "Milcovul” din Focșani.
Între 1976 și 1979 devine activist cultural la Comitetul Județean pentru Cultură și Artă, Vrancea. În această postură, Dumitru Pricop a colindat toate plaiurile Vrancei, a cunoscut creația populară vrânceană autentică, istoria zbuciumată a acestor ținuturi, i-a cunoscut și i-a încurajat pe creatorii adevărați de aici.
Între 1979 și 2000 este profesor la Grupul Școlar de Electrotehnică, Focșani și la Grupul Școlar Agricol Focșani. În această perioadă,  profesorul Dumitru Pricop a fost un adevărat ferment în viața culturală și pedagogică a școlilor unde a funcționat, îndrumând, prin cenaclurile literare din aceste licee, tinerele talente.
Încordarea sa întru îmblânzirea cuvântului se va reflecta în colaborările la revistele: Amfiteatru, Antares, Argeș, Ardealul literar și artistic, Astra, Ateneu, Axioma, Bucovina, Cadran, Convorbiri literare, Cronica, Familia, Flacăra, Luceafărul, Poesis, PortoFranco, Ramuri, Revista V, România literară, Salonul literar, Steaua, Tomis (debut 1964), Transilvania și Tribuna României (azi Curierul românesc).
Dumitru Pricop a fost solicitat de multe ori de către diriguitorii învățământului vrâncean să scrie versuri pentru concursurile cultural-artistice școlare, organizate la nivel județean și național. Cu toate  că scenariile sale au fost laureate la fazele naționale, D. Pricop nu a închinat niciodată ode "marelui cârmaci”, numele acestuia nefiind în nici un vers din aceste scenarii. Poezia sa ocazionată de aceste concursuri aduce pe scenă și în conștiința contemporanilor, tradiția, dragostea de patrie, simbolurile fără de vârstă ale poetului-cetățean.
Cunoscut pentru opiniile sale antitotalitariste, Dumitru Pricop a făcut parte din primul FSN al Județului Vrancea, fiind preferat de colegii din învățământ, împreună cu profesorii Vasile Chiper și Gheoghe Zaharia. Dumitru Pricop a fost vicepreședinte al FSN Vrancea, calitate în care a mers prin județ, în acel timp de prăbușire a puterii și derută, înființând organe comunale FSN, organe de preluare a puterii, asigurând, astfel, transferul de putere.
Artistul din el nu s-a putut adapta direcției în care s-a îndreptat cultura și presa vrânceană, motiv pentru care încet-încet s-a izolat chiar și de prietenii din Vrancea,  căutându-și amici pe alte meleaguri: Galați, Bacău, Buzău. Conacul lui Costache Conachi de la Țigănești-Tecuci, a devenit locul ultimelor sale creații, locul unde a  găsit prieteni apropiați, locul unde  își  găsea liniștea pe care nu o mai întâlnea în Vrancea sa natală.
A murit pe 29 iulie 2007. Plecarea lui Dumitru Pricop dintre noi, la o vârstă prematură, când mai avea multe de spus întru limba română, întru poezie: "A scrie despre apusul unui poet în toată puterea cuvântului, e ca și cum ai vorbi despre moartea unui munte."

## Legături externe
- poezie.ro